# Cycleman
CycleMan — аркадная компьютерная игра, которая вначале была размещена на сайте Sapphiregames.com в 2001 году. Позднее автор создал свой сайт GameIntellect.com, куда и перенёс эту игру. В более поздних версиях автор добавил в неё ещё две аналогичные игры. Первоначальная игра стала называться Revolve Pipes, вторую игру автор назвал Bind Blocks и третью Pipe Genius.
Игровой пакет CycleMan получил высшую оценку (5 коров) на известном архиве программ TuCows и других архивах.
Позднее автор реализовал игру Revolve Pipes также в виде Java-апплета и на флэш.
Идеи для игр Revolve Pipes и Bind Blocks были взяты из старых игр для ДОС и видеоадаптера EGA рязанского кооператива «Эрис».

## Игровой процесс
В игре Revolve Pipes игровое поле имеет размер 12×12 квадратиков, в начале игры в центре поля появляются 36 квадратиков, и новые квадратики продолжают появляться с частотой, зависящей от скорости игры. На каждом квадратике нарисованы отрезки труб: уголок, прямая труба и скрещивающиеся трубы. Уголок имеет 4 положения, прямая труба два, крест не вращается. Щёлкая мышью на квадратиках, игрок может вращать эти части труб и должен составлять из них замкнутые контуры. При возникновении такого контура квадратики, которые в него входят, пропадают, и за них начисляются очки. Пустоты заполняются другими квадратиками, скорость постепенно нарастает, и игра продолжается до полного заполнения игрового поля квадратиками.
В игре Bind Blocks игрок должен соединять появляющиеся в случайном порядке точки отрезками и также получать замкнутые контуры.
В игре Pipe Genius игровое поле первоначально полностью заполнено квадратиками и новые квадратики не появляются. Игрок должен также составлять замкнутые контуры, при этом он может вращать и перетаскивать квадратики скользящими ходами. В этой игре действует сила тяжести. Цель игры — убрать как можно больше квадратиков.
Игра имеет звуковые эффекты и музыкальные файлы в формате midi.